# Armin Stern

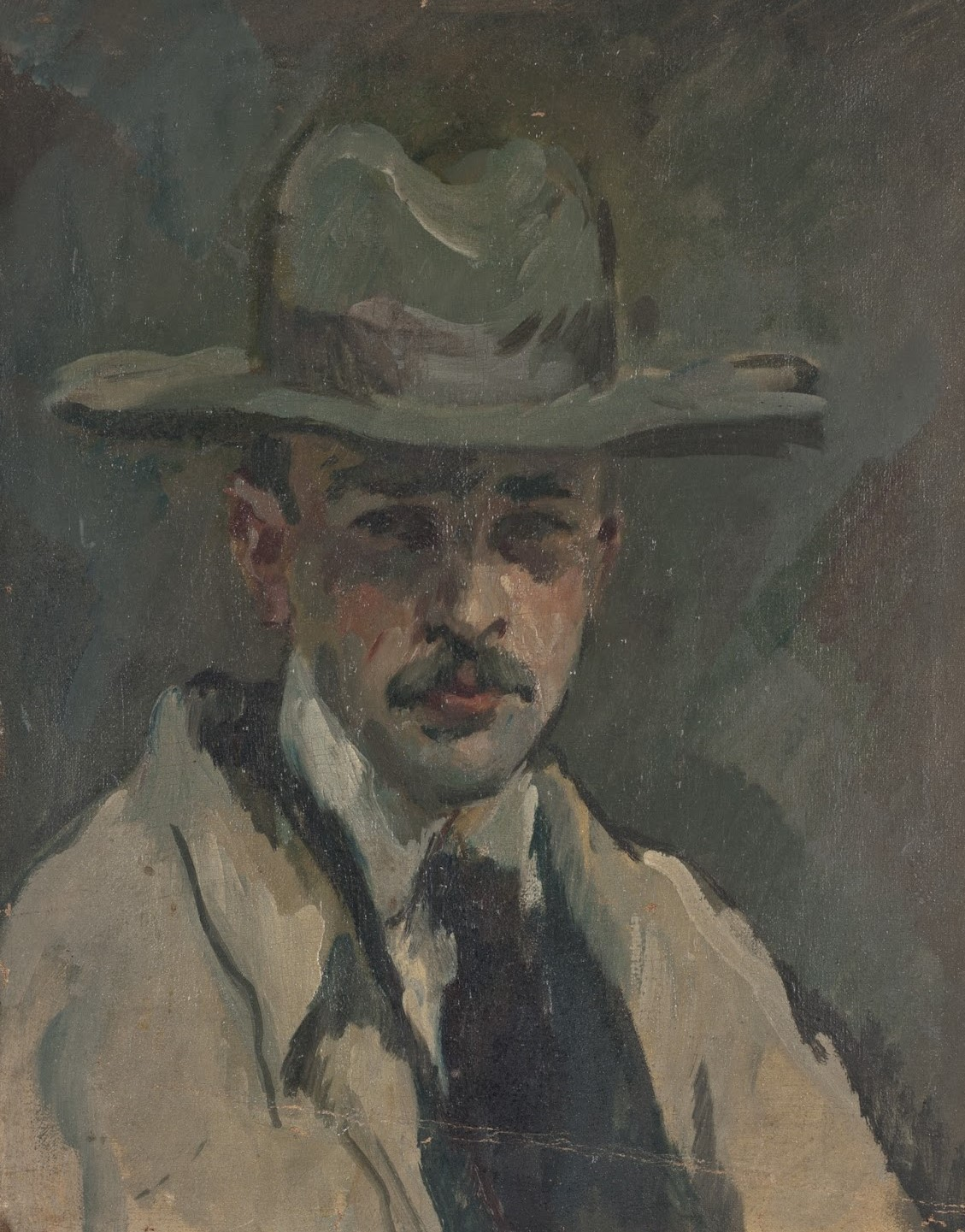
Armin Stern: Selbstbildnis, 1916, Öl auf Leinwand, 51 × 40 cm

Armin Stern (geboren am 17. August 1883 als Herman Stern in Galanta, Königreich Ungarn, Österreich-Ungarn; gestorben am 9. Juli 1944 in Gloucester, Massachusetts, USA) war ein jüdischer Maler.

## Leben
Armin Stern wurde geboren in Galanta am 17. August 1883 unter dem Namen Herman Stern. Er war das fünfte von vierzehn Kindern. Seine Eltern, der Geschäftsmann Josef Israel Stern und Rosa, geborene Wertheimer, waren gläubige Juden, die Ungarisch, Hebräisch und Deutsch sprachen. Die Familie ließ sich in Preßburg nieder; Armin Stern besuchte eine Talmudschule sowie eine Handelsschule und übte Zeichnen.
1900 ging er nach Frankfurt am Main und dort 1901 bis 1903 an die Städelschule, wo er Schüler des Malers Wilhelm Amandus Beer war. Er interessierte sich für die Werke Max Liebermanns. 1904 immatrikulierte er sich an der Bayerischen Akademie der Bildenden Künste, an der insbesondere in der Unterrichtsklasse von Franz von Stuck lernte, der ihm ein lobendes Zeugnis ausstellte. Auf diesem erschien zum ersten Mal der Name Armin Stern, mit dem er fortan seine Werke signierte.
1908 reiste er nach Paris. Dort kam er mit Zionistischen Kreisen in Kontakt. Bei einem erneuten Aufenthalt von 1910 bis 1912 besuchte er, offenbar als freier Student, Lehrgänge an der École des Beaux Arts. Er profitierte vom Einfluss der Impressionisten, besonders von Edgar Degas und Paul Cézanne.
1912 kehrte er nach Frankfurt zurück. Mehrere seiner Bilder wurden in der Frühjahrsausstellung des Frankfurter Kunstvereins gezeigt; die Rezensionen lobten seine Bilder Samariter und Kartoffelessende Bauern. Er verbrachte den Sommer in ländlicher Umgebung in Hessen, vor allem in Treysa, und malte Landschaften.
1917 kehrte er nach Preßburg zurück; dort wurde er bis 1918 in das Österreich-Ungarische Militär einberufen, ohne Dienst an der Waffe leisten zu müssen. 1918 fand seine erste Ausstellung in Preßburg statt, mit dem Verkauf seiner Werke zugunsten der Opfer des Ersten Weltkrieges. Nach seinem Militärdienst kehrte er nach Frankfurt zurück; dort setzte er seine künstlerische Tätigkeit fort, nahm an Ausstellungen teil und arbeitete, zusammen mit anderen Künstlern, in der Druckgrafik und an Monotypien. 1924 fand im Kunstverein Frankfurt eine Ausstellung statt, die ausschließlich seinen Werken der Jahre 1913 bis 1923 gewidmet war.

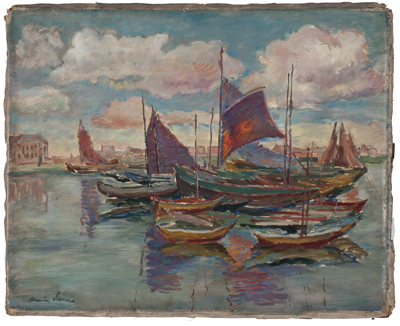
Armin Stern: Fischerboote in der Bretagne. 1932 (?). Öl auf Leinwand, 40 × 50 cm

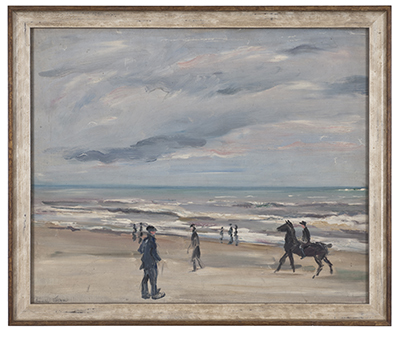
Armin Stern: Strand in Holland. 1924 (?). Öl auf Leinwand, 40 × 48 cm

1922 hielt er sich in der Künstlerkolonie von Concarneau in der Bretagne auf; er kehrte zwischen 1925 und 1932 mehrfach dorthin zurück. In Concarneau, Locronan, Douarnenez und Audierne malte er Meerlandschaften, Bilder von Dörfern, Porträts, Fischerboote. Er malt auch in Paris und in Holland – dorthin war er 1924 auf den Spuren Max Liebermanns gereist.
1925 heiratete er Dorothea Antonia Menzler, genannt Toni (1894–1987), die aus Treysa in Hessen stammte. Ihre Tochter Anna Ester (1926–2008) kam ein Jahr später zur Welt.
1927 porträtierte er in Frankfurt den Schauspieler Arthur Bauer; das Bild ist heute im Besitz des Städtisch-Historischen Museums Frankfurt.

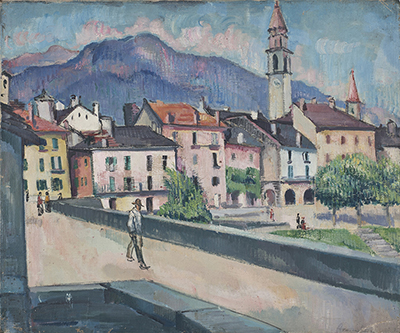
Armin Stern: Ascona. 1928. Öl auf Leinwand, 54 × 65 cm

1928 reiste er nach Ascona und malte dort mehrere Porträts von Persönlichkeiten, die sich auf dem Monte Verità aufhielten, u. a. von Emil Ludwig. Sein Hauptwohnsitz blieb Frankfurt, wo er an verschiedenen Ausstellungen teilnahm. Er stellte auch in Kassel und in Preßburg aus. 1930 fand eine Ausstellung seiner Bilder im Palffy-Palais in Preßburg statt. 1931 porträtierte er Schmarja Levin und Sholem Asch.

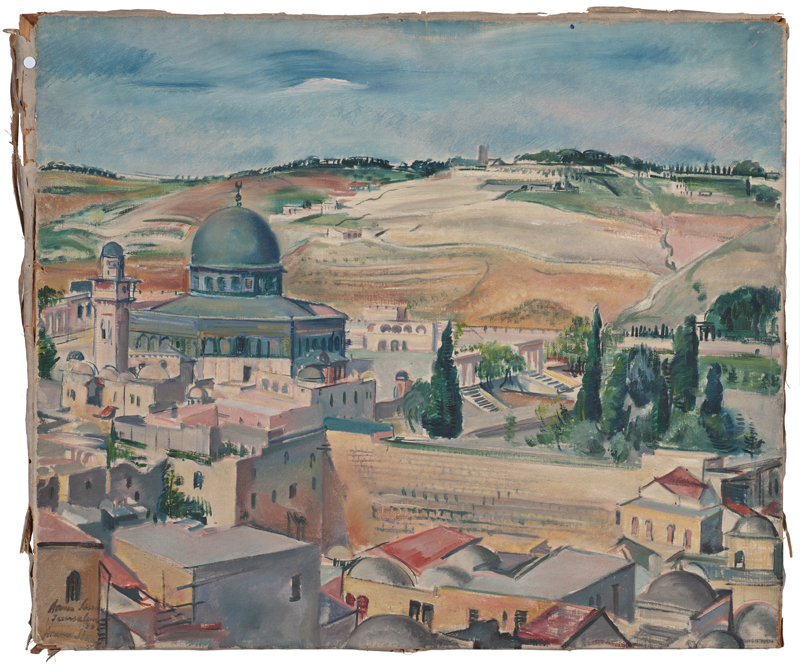
Armin Stern: Jerusalem. 1933. Öl auf Leinwand, 55 × 65 cm

Angesichts des Aufstiegs des Nationalsozialismus bemühte sich Stern 1933, die Anerkennung der tschechoslowakischen Staatsangehörigkeit für seine Familie zu erhalten. Er selbst war im Österreich-Ungarischen Reich geboren und seine Frau war Deutsche. Kurze Zeit später weigerte sich der Kunstverein Frankfurt, seine Bilder auszustellen, weil er Jude sei. Die Familie verließ Frankfurt und ließ sich in Preßburg nieder. 1933–1934 unternahm Stern eine lange Reise in den Nahen Osten, insbesondere nach Palästina, wo er zahlreiche Bilder malte (Jerusalem, Safed, Hebron, Jaffa), aber auch einen Ort suchte, wo er mit seiner Familie Zuflucht finden konnte.
1935 schrieb er zum Tod Max Liebermanns einen Nachruf für die Jüdische Zeitung in Preßburg.
Von November 1937 bis Januar 1938 wurden mehrere seiner Werke in der Ausstellung „Der Ewige Jude“ im Deutschen Museum in München gezeigt.
Während seiner Jahre in Preßburg nahm Stern an mehreren Ausstellungen teil. Die politische Stimmung verschlimmerte sich; nach dem Anschluss des Sudetenlandes an Reichsdeutschland im September 1938 zog er sich vorübergehend in den Nordosten der Slowakei zurück. Er bemühte sich erfolglos, für seine Familie ein Einreisevisum nach Palästina zu erhalten, welches sich unter britischem Mandat befand.
Emanuel („Manny“) Celler, Mitglied des Repräsentantenhauses der Vereinigten Staaten, der zahlreichen jüdischen Flüchtlingen zu Hilfe kam, gelang es, für Armin Stern, seine Ehefrau und seine Tochter Einreisevisa zu beschaffen. Sie konnten in die USA reisen und Sterns Bruder Moritz, der in New York lebte, wieder treffen. Die Reise von Cherbourg nach New York auf dem Schiff „Franconia“ begann am 24. Dezember 1938. Die Familie kam Anfang Januar in den USA an. Während der Überfahrt zeichnete Armin Stern ein Porträt von David Ben Gurion, der sich auch auf dem Schiff befand.

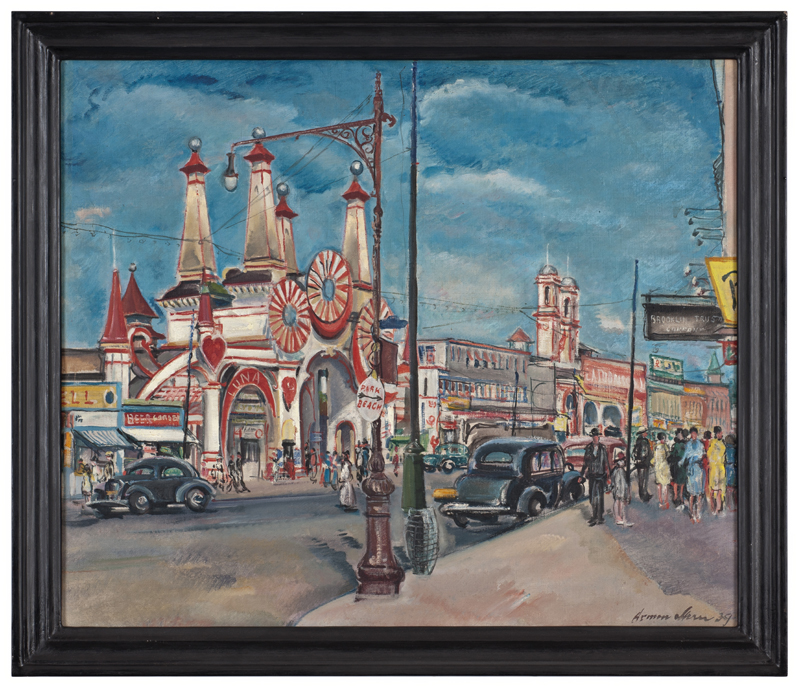
Armin Stern: Luna Park, Coney Island. 1939. Öl auf Leinwand, 54 × 64 cm

Die letzten Jahre seines Lebens in den Vereinigten Staaten, in New York City, waren von der Angst um seine in Europa zurückgebliebene Familie geprägt. Die meisten seiner Brüder und Schwestern wurden nach Auschwitz deportiert und dort umgebracht. Stern nahm, zusammen mit anderen jüdischen Malern, an mehreren Ausstellungen in New York teil. Er verstarb an Herzversagen während eines Aufenthaltes in der Hafenstadt Gloucester (Massachusetts), am 9. Juli 1944. Er wurde auf dem Jüdischen Friedhof in New Jersey beigesetzt.

## Werk

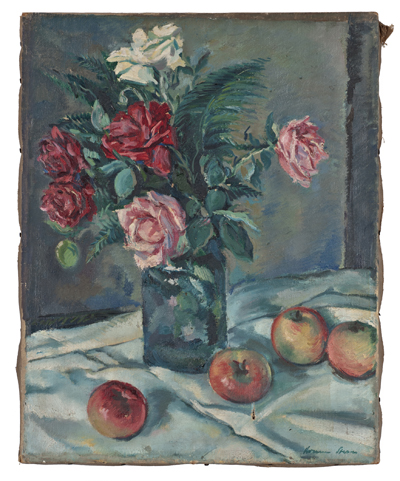
Armin Stern: Stillleben. Vor 1929. Öl auf Leinwand, 50 × 40,5 cm

Man kann sich eine Vorstellung der Werke Armin Sterns machen dank der Gemälde, der Zeichnungen und der Grafiken, die er bei seiner Auswanderung in die USA hat mitnehmen können und die noch bei seinem Ableben in seinem Besitz waren, dank der Werke, die in öffentlichen und privaten Sammlungen noch erhalten sind, und Fotografien aus der Zeit, die in Publikationen erscheinen. Die meisten seiner Bilder sind während des Zweiten Weltkrieges verschwunden.
Werke von Armin Stern, die Museen in Frankfurt, Kassel, Dessau und andere erwarben, wurden vom NS-Regime beschlagnahmt und zerstört.
Wie viele seiner Zeitgenossen hat Stern sich von mehreren Kunstrichtungen seiner Zeit inspirieren lassen. Man hat, um seinen Stil zu beschreiben, Begriffe wie Naturalismus, Postimpressionismus oder „Modernismus-Realismus“ verwendet. Da er vom Verkauf seiner Bilder lebte, musste er auch Wert auf den Geschmack seiner Kundschaft legen. Er arbeitete in vielen Gattungen; seine gesellschaftliche Beziehungen spiegeln sich in den gewählten Motiven.

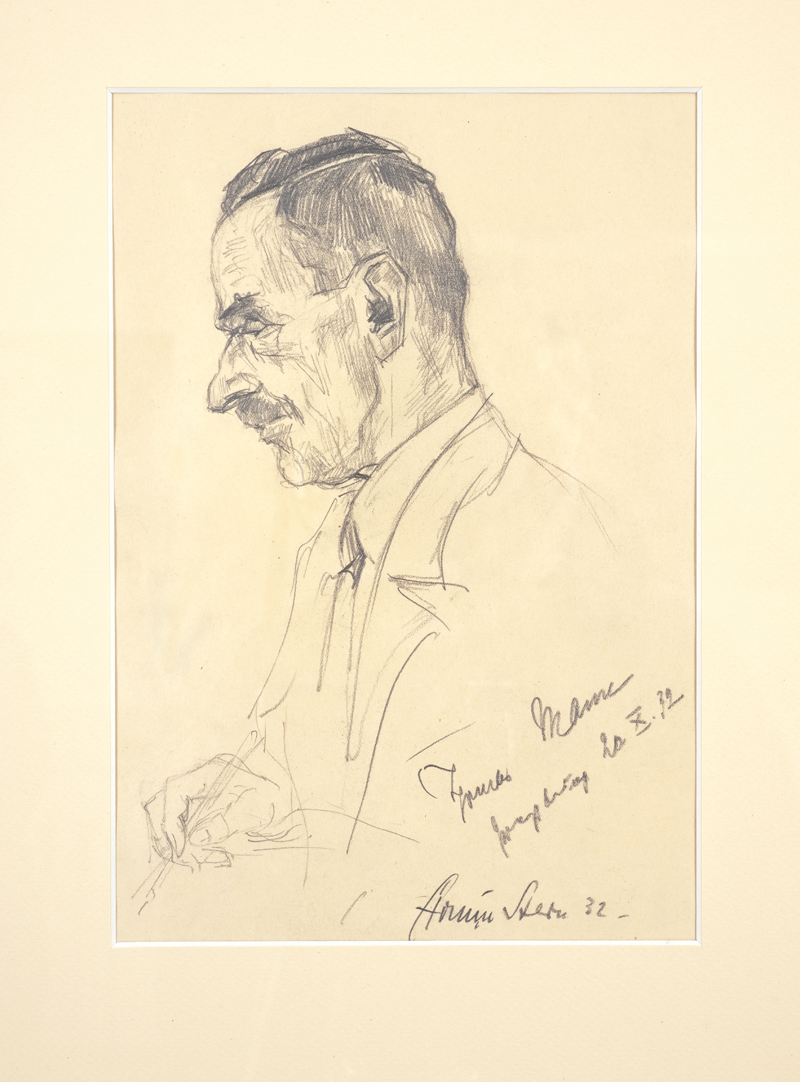
Armin Stern: Porträt Thomas Mann. 1932, Bleistift, 27 × 18,5 cm

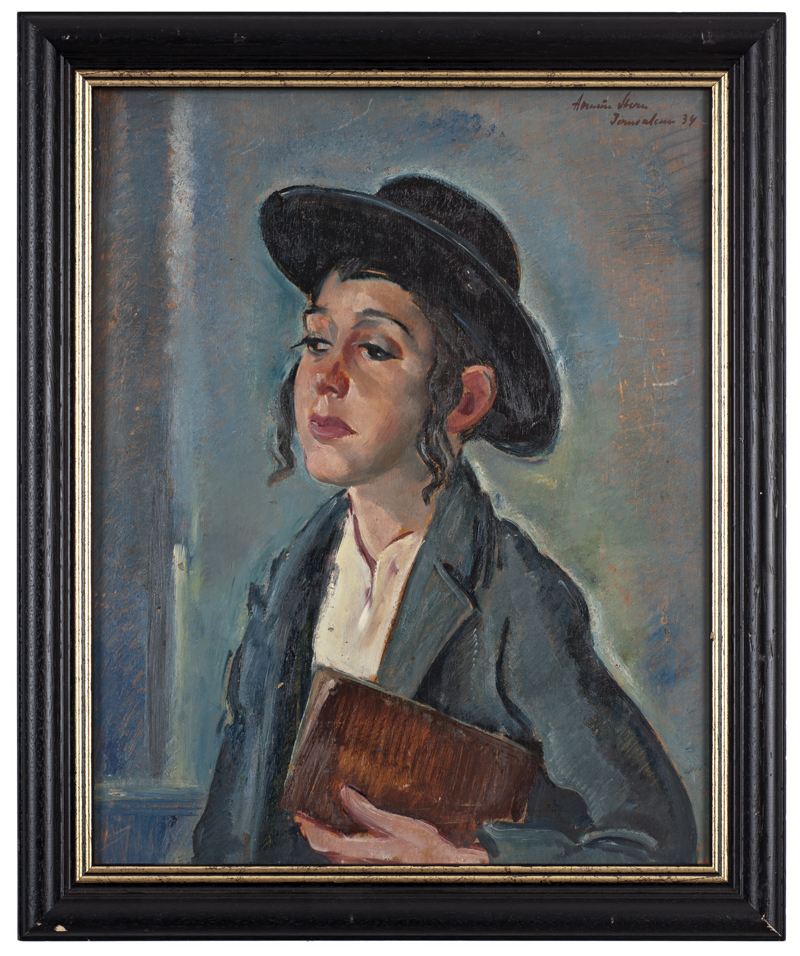
Armin Stern: Talmud-Schüler. 1934, Öl auf Sperrholz, 58,5 × 48,5 cm

Stern war ein angesehener Porträtmaler; er nahm Aufträge an, malte und zeichnete aber auch Porträts seiner Familie (seiner Frau, seiner Tochter), und von Persönlichkeiten, denen er im Lauf seines Lebens begegnete (Thomas Mann, Albert Einstein, David Ben Gurion, Emil Ludwig, Max Brod, Anton Kuh, Franz Werfel, Alexander Roda Roda, und viele andere). Viele von ihnen haben die Porträts signiert. Anton Kuh schrieb auf eines seiner Porträts: „Die beste Zeichnung, die von mir gemacht wurde.“ Stern porträtierte auch Unbekannte: Bretonische Fischer, Bettler, in Europa oder Palästina begegneten Juden, Yemeniten.
Seine Wanderungen in der Umgebung von Frankfurt am Main, seine Reisen in die Bretagne, nach Holland, in die Schweiz, nach Paris, nach Palästina, dann in die Vereinigten Staaten, haben ihn zu vielerlei Gattungen und Techniken herausgefordert: Felder, Küsten, Strände, bretonische Dörfer, Ansichten von Frankfurt, von Preßburg, von Paris, von Jerusalem. Es gibt von ihm auch einige Stillleben (Blumen und Früchte). Der Katalog von Armins Werken ist zurzeit in Arbeit. Viele seiner Werke befinden sich bei seinen Enkeln in Kalifornien, USA, in Deutschland (Berlin), und in Genf in der Schweiz.

## Ausstellungen
- 2009: „Weit weg, weg von hier: Der Maler Armin Stern.“ Kabinettausstellung, Jüdisches Museum Frankfurt am Main 12. Mai – 5. Juli.
- 2018: „Armin Stern – Zionist, Grenzgänger, Kosmopolit.“ Kunsthaus Dahlem, Berlin, 19. Januar – 12. März
- 2019: „Deutsche Künstler im Exil, 1933–1945 – Werke aus der „Sammlung Memoria““, Mittelrhein-Museum Koblenz, 15. Juni – 29. September

## Werke in Sammlungen (Auswahl)
- In der Villa Aurora in Los Angeles befindet sich ein Porträt von Thomas Mann.